# Valerio Nati
Valerio Nati (Dovadola, 11 aprile 1956) è un ex pugile e allenatore di pugilato italiano, Campione d'Europa dei pesi gallo (1980-1982) e dei pesi piuma (1987-1988) e Campione mondiale WBO dei pesi supergallo nel 1989-1990.

## Biografia

### Gli inizi e il titolo italiano
Si avvicina al pugilato frequentando la palestra dell'Edera Forlì sotto la cura del maestro Rino Rossi. Da junior deve interrompere più volte la carriera per via di vari incidenti e traumi. Pur arrivando alla maglia azzurra, svolge una carriera dilettantistica limitata. Entra nel professionismo nel 1978 amministrato dal manager Giorgio Bonetti. 
Dopo 10 match senza sconfitte conquista il titolo italiano dei pesi gallo nel 1979 a Forlì, battendo ai punti Giuseppe Fossati. Lo difende nell'aprile 1980 dall'assalto di Franco Buglione, vincendo sul ring casalingo per Kot alla terza ripresa.

### Campione europeo dei pesi gallo
La carriera del forlivese cresce di tono nel 1980 quando si impone a livello internazionale conquistando il titolo europeo dei pesi gallo, allora vacante, battendo ai punti lo spagnolo Juan Francisco Rodríguez, sempre sul ring di Forlì. In questo frangente è l'unico italiano a indossare una cintura continentale e viene eletto "Pugile dell'anno". 
Tra il 1981 ed il 1982 la carriera di Nati prosegue difendendo vittoriosamente il titolo con avversari importanti (il britannico John Feeney, il francese Jean-Jacque Souris, gli spagnoli José Luis De La Sagra ed Esteban Eguia) ma ha grandi difficoltà a raggiungere i 53,525 Kg. Nel 1982 quando affronta nuovamente Giuseppe Fossati, mettendo in palio il titolo europeo, è fortemente indebolito e cede ai punti al rivale. Nella rivincita, allestita a Bologna il 24 febbraio 1983, non va oltre un pareggio che consente al detentore di mantenere il titolo.

### Campione europeo dei pesi piuma
Sale allora di categoria e riesce comunque ad affermarsi nei Pesi piuma. Viene designato per sfidare il conterraneo e futuro campione del mondo Loris Stecca per la cintura europea. A Camaiore, il 5 agosto 1983, perde ai punti ma con un margine limitato. 
Questo confronto lo rilancia tanto è vero che si guadagna un'altra chance per il titolo continentale, lasciato vacante da Stecca. L'incontro si svolge nella Kings Hall di Belfast, la "tana" dell'irlandese Barry McGuigan. Nati finisce Ko al sesto round.
Nel 1984 il manager Bonetti si ritira e Nati sceglie Umberto Branchini e la sua Totip. Tra il 1985 e 1986 infila una serie di 10 vittorie consecutive e nel 1987 conquista il titolo d'Europa dei pesi piuma mettendo Kot il francese Marc Amand in due riprese. Dopo averlo difeso vittoriosamente, per squalifica alla settima ripresa, contro Vincenzo Limatola gli viene accordata l'opportunità mondiale.

### Campione del mondo dei pesi supergallo
La sfida è contro il fuoriclasse Daniel Zaragoza per la cintura WBC della categoria inferiore dei supergallo. Nati affronta Zaragoza davanti al suo pubblico di Forlì ma, il 26 novembre 1988, finisce Ko alla quinta ripresa. 
Il carattere e la risolutezza nel 1989 gli procurano a 33 anni un'altra opportunità iridata e questa volta non se la fa sfuggire. A Teramo batte Kenny Mitchell per squalifica e diventa Campione del mondo dei supergallo WBO. L'anno dopo pur riuscendo a scendere ai 55 Kg, perde la corona a Sassari sotto i colpi del portoricano Orlando Fernández che lo sconfigge per Kot al decimo round. 
Si ritira nel 1991 con una bella vittoria sul colombiano Esteban Perez Quinones, per Kot alla quarta ripresa sul ring di Boville Ernica. 

### Dopo il ritiro
Lasciata l'attività agonistica, Nati consegue nel 1992 il diploma di Tecnico AIBA 3 stelle. Entra subito nello staff azzurro come tecnico della Federazione Pugilistica Italiana. 
Nel 2012-2014 è stato tecnico della WSB Dolce & Gabbana, vincendo con la squadra il Mondiale WSB a Londra.

## Riconoscimenti
- Nel 1988 gli è stata conferita la Medaglia d'Argento al Valore Atletico da parte del CONI.
- Tecnico della WSB Italia Thunder di Dolce & Gabbana nel 2012-2014.
- Ambasciatore dello sport della città di Forlì dal 5 luglio 2021[7].